# Many (Louisiana)
Many is een plaats (town) in de Amerikaanse staat Louisiana, en valt bestuurlijk gezien onder Sabine Parish.

## Demografie
Bij de volkstelling in 2000 werd het aantal inwoners vastgesteld op 2889.
In 2006 is het aantal inwoners door het United States Census Bureau geschat op 2790, een daling van 99 (-3,4%).

## Geografie
Volgens het United States Census Bureau beslaat de plaats een oppervlakte van
8,1 km², geheel bestaande uit land. Many ligt op ongeveer 84 m boven zeeniveau.

## Plaatsen in de nabije omgeving
De onderstaande figuur toont nabijgelegen plaatsen in een straal van 24 km rond Many.